# Rysy
Rysy (em polonês e eslovaco Rysy, em alemão:  Meeraugspitze, em húngaro:  Tengerszemcsúcs) é uma montanha situada na fronteira entre Eslováquia e Polónia, e tem três picos:
- Pico central: o mais elevado pico do Alto Tatra fica na parte eslovaca e tem 2503 m de altitude[2].
- Pico noroeste: atinge os 2499 metros e é o mais alto pico da Polónia.
- Pico sudeste: atinge os 2473 metros e também fica na parte eslovaca, na região de Prešov.